# Arc Jewel
Arc Jewel est une agence talent japonaise née en 2010, destinée à former des groupes de musiques d'idoles. L'agence ne compte aujourd'hui que 5 groupes féminins japonais.

## Artistes au sein de l'agence
- Lovely☆Doll (2011 - présent)
- Doll☆Elements (2011 - présent)
- Luce Twinkle Wink☆ (2012 - présent)
- Ange☆Reve  (2013 - présent)
- Love☆Ken Stella (2013 - présent)